# Impatiens tricolor
Impatiens tricolor är en balsaminväxtart som beskrevs av Ridley. Impatiens tricolor ingår i släktet balsaminer, och familjen balsaminväxter. Inga underarter finns listade i Catalogue of Life.